# Erramala
Les muntanyes Erramala (referides en plural com Erramales) són una serralada muntanyosa al districte de Kurnool a Andhra Pradesh, Índia, a l'altiplà del Dècan, corrent d'est a oest, dividint la conca del riu Penner al sud de la conca del riu Kistna al nord. A l'est d'aquestes muntanyes es troben les muntanyes Nallamalai, que són de major altura.